# روبرت فان دير فيين
روبرت فان دير فيين (بالهولندية: Robert van der Veen)‏ هو لاعب هوكي الحقل هولندي، ولد في 26 سبتمبر 1906 في شانغهاي في الصين، وتوفي في 18 مارس 1996.

## وصلات خارجية
- روبرت فان دير فيين على موقع أوليمبيديا (الإنجليزية)